# Südafrikanischer Springhase
Der Südafrikanische Springhase (Pedetes capensis) ist ein Nagetier süd- und ostafrikanischer Halbwüsten und Trockensavannen und eine der beiden Arten der Springhasen (Pedetidae). Äußerlich hat er zwar Ähnlichkeit mit einem Hasen, ist aber im Gegensatz zu diesem ein echtes Nagetier. Anders als der Name andeutet, sind die Springhasen nicht direkt mit dem Hasen verwandt.

## Merkmale
Mehr noch als einem Hasen ähnelt der Springhase einer sehr kleinen Ausgabe eines Kängurus. Er hat lange, kräftige Hinterbeine und kurze Vorderbeine. Nach Känguru-Art springt er aufrecht auf den Hinterbeinen, ohne mit den Vorderbeinen den Boden zu berühren. Dabei kann er Sätze von zwei bis drei Metern Länge durchführen.
Der Springhase hat eine Kopf-Rumpf-Länge von 40 Zentimeter, hinzu kommt ein etwa ebenso langer, buschiger Schwanz. Das Gewicht des Tieres beträgt drei bis vier Kilogramm. Oberseits ist das Fell je nach Region beige, sandfarben oder rotbraun gefärbt, die Unterseite ist weißlich. Die hintere Hälfte des Schwanzes ist schwarz.
Der Kopf des Tieres ist kurz und sitzt einem muskulösen Hals auf. Die stark vergrößerten Ohren können eine Länge von acht Zentimeter erreichen. Die Augen sind groß und schwarz. Springhasen tragen an den Vorderbeinen fünf und an den Hinterbeinen vier Krallen. Die vorderen Krallen sind dabei scharf und gebogen und zum Graben geeignet. Die Krallen der Hinterbeine sind stumpfer und ähneln kleinen Hufen.

## Lebensweise
In ariden Habitaten baut der Springhase seine Gänge. Ein Paar bewohnt gemeinsam die Tunnel, die etwa 20 Zentimeter Durchmesser haben. Das gesamte Gangsystem eines Springhasenpaars hat eine durchschnittliche Länge von 42 Meter und liegt etwa 80 Zentimeter unter der Erdoberfläche. Es gibt im Schnitt 9,3 Eingänge je Bau, welche nach Möglichkeit im Schutz von Bäumen oder Sträuchern liegen.
Am Tage schlafen Springhasen in ihren Bauen, und nachts werden sie aktiv. In der Nähe ihres Baus suchen sie dann nach Gräsern, Kräutern und Wurzeln. Vor allem Knollen und Wurzeln graben sie mit Vorliebe aus der Erde. In Notzeiten fressen Springhasen auch Insekten. Nach Möglichkeit bleiben sie stets in der Nähe eines Eingangs, so dass sie beim Auftauchen eines Feindes mit wenigen Sätzen in den Bau flüchten können. Meistens bleibt ein Springhase in einer Entfernung von 25 bis 250 Meter von seinem Bau. Wenn eine Dürreperiode Nahrung knapp werden lässt, kann er aber auch in einer Nacht bis zu 40 Kilometer zurücklegen, um fruchtbare Regionen zu finden.
Jungtiere können zu jeder Zeit des Jahres geboren werden. Meistens wird ein einziges Junges geboren, Zwillingsgeburten gibt es in weniger als einem Prozent aller Fälle. Pro Jahr kann ein Weibchen viermal werfen. Die Jungen werden 50 Tage gesäugt und verlassen dann erstmals den Bau. Die Lebensdauer in freier Wildbahn beträgt selten mehr als sieben Jahre. In Gefangenschaft wurden Springhasen allerdings bis zu 19 Jahre alt.

## Systematik
Die Stellung der Springhasen im System der Nagetiere war lange Zeit rätselhaft. Sie wurden zunächst als besonders große und abweichende Springmäuse angesehen. Später stellten sie Zoologen in wechselnde Verwandtschaftskreise, unter anderem in die Nähe der Stachelschweine. Heute weiß man dank molekulargenetischer Analysen, dass die Springhasen die Schwestergruppe der Dornschwanzhörnchen sind, obwohl äußerlich überhaupt keine Ähnlichkeit besteht. Beide werden in einem gemeinsamen Taxon Dornschwanzhörnchenverwandte (Anomaluromorpha) vereint, dessen Beziehungen zu anderen Nagetieren weitgehend rätselhaft bleiben.

## Fossilgeschichte
Der Springhase ist der letzte Vertreter eines einst viel artenreicheren Verwandtschaftskreises. Die frühesten Fossilien stammen aus dem Miozän und lassen sich den ausgestorbenen Gattungen Parapedetes, Megapedetes und Diatomys zuordnen. Seit dem Pliozän ist nur noch die Gattung Pedetes bekannt. Fossilien der Springhasen wurden in ganz Afrika sowie in Teilen Asiens (Israel, Saudi-Arabien, Türkei) entdeckt.

## Menschen und Springhasen
Gelegentlich dringen Springhasen auf der Nahrungssuche in Getreidefelder vor. Sie treten jedoch nicht in nennenswertem Maße als Schädlinge auf. Obwohl das Verbreitungsgebiet sehr fragmentiert ist, sind die Populationen stabil. Die Art gilt nicht mehr als gefährdet und wurde 2004 von der IUCN aus der Roten Liste gestrichen.